# Michiel Huisman
Pour les articles homonymes, voir Huisman.
Ne doit pas être confondu avec Michel Huisman.
Michiel Huisman, né le 18 juillet 1981 à Amstelveen, est un acteur néerlandais. Il est notamment connu pour avoir interprété Daario Naharis dans la série Game of Thrones et Cal dans la série Orphan Black ainsi que pour sa participation dans la série Treme.

## Biographie
Michiel Huisman est né le 18 juillet 1981 à Amstelveen, Pays-Bas. Il est musicien, il joue de la guitare et écrit ses chansons. Il a sorti son premier album en 2005 en néerlandais intitulé : Luchtige Verhalen.

### Vie privée
Depuis 2008, il est marié à l'actrice néerlandaise Tara Elders, rencontrée sur le tournage du film Phileine zegt sorry en 2003. Ensemble, ils ont une fille qui se nomme Hazel Judith Huisman, née le 9 juin 2007.

## Carrière
Michiel Huisman commence sa carrière à la télévision dans le soap néerlandais Goede tijden, slechte tijden en 1990.
Il revient, de nouveau sur le petit écran, en 1995 dans un épisode de Voor hete vuren, puis on ne le revoit qu'à partir de 1998 dans la série Kees & Co. L'année suivante il joue dans Spangen, il revient lors de deux autres épisodes en 2001 et 2002.
C'est en 2002 que l'acteur fait ses débuts au cinéma dans Croisière au clair de lune de Johan Nijenhuis. Il enchaîne les années suivantes avec les films Phileine zegt sorry de Robert Jan Westdijk, Floris de Jean Van de Velde Johan de Nicole van Kilsdonk.
En 2006, il joue dans un épisode de la série anglaise Inspecteurs associés et le film de Paul Verhoeven : Black Book.
En 2009, il incarne Rudolf Nureyev dans le téléfilm Margot pour la BBC et apparaît dans le film Victoria : Les Jeunes Années d'une reine (The Young Victoria). Il joue le rôle de Sonny dans la série Treme d'HBO.
Entre 2012 et 2014, il incarne Liam McGuinnis dans la série Nashville.
En 2013, il joue aux côtés de Pedro Pascal (qu'il retrouvera dans Game of Thrones l'année suivante) et Elena Satine dans le téléfilm The Sixth Gun de Jeffrey Reiner.
En 2014, il intègre la distribution de Game of Thrones, où il retrouve sa compatriote Carice Van Houten avec qui il avait joué dans Black Book et celui d'Orphan Black (jusqu'à l'année suivante). La même année, il tourne aux côtés de Gisele Bündchen, dans le spot publicitaire de Chanel n°5 : The One That I Want. Il retrouve pour la deuxième fois Jean-Marc Vallée avec le film Wild.
En 2016, après avoir quitté Game of Thrones, il enchaîne avec la mini-série Harley and the Davidsons
En 2018, il fait partie de la distribution de la première saison de la série d'anthologie de Netflix The Haunting, intitulée The Haunting of Hill House, et joue aux côtés de Lily James dans le film de Mike Newell : Le Cercle littéraire de Guernesey.
En 2019, il est présent avec Katherine Waterston, Luke Evans et Michael Shannon dans le film State Like Sleep et The Red Sea Diving Resort avec Chris Evans, Hayley Bennett et Ben Kinglsey.

## Filmographie

### Cinéma
- 2002 : Croisière au clair de lune (Volle maan) de Johan Nijenhuis : Bobbie
- 2003 : Phileine zegt sorry de Robert Jan Westdijk : Max
- 2004 : Floris de Jean Van de Velde : Floris
- 2005 : Johan de Nicole van Kilsdonk : Johan Dros
- 2006 : Black Book de Paul Verhoeven : Rob Maalderink
- 2009 : Victoria : Les Jeunes Années d'une reine (The Young Victoria) de Jean-Marc Vallée : Ernest
- 2009 : London Nights (Unmade Beds) d'Alexis Dos Santos : Un homme
- 2009 : Winterland de Dick Tuinder : Francis jeune
- 2010 : First Mission de Boris Paval Conen : Wout
- 2013 : World War Z de Marc Forster : Ellis
- 2014 : Wild de Jean-Marc Vallée : Jonathan
- 2015 : Adaline (The Age of Adaline) de Lee Toland Krieger : Ellis Jones
- 2015 : The Invitation de Karyn Kusama : David
- 2017 : Le Lieutenant Ottoman (The Ottoman Lieutenant) : Lieutenant Ismaïl Veli
- 2017 : 2:22 de Paul Currie : Dylan
- 2017 : Cheval indien (Indian Horse) de Stephen Campanelli : Père Gaston
- 2018 : Le Cercle littéraire de Guernesey (The Guernsey Literary and Potato Peel Pie Society) de Mike Newell : Dawsey Adams
- 2018 : Mon âme sœur (Irreplaceable You) de Stephanie Laing : Sam
- 2019 : Opération Brothers de Gideon Raff : Jacob 'Jake' Wolf
- 2019 : L'Autre Agneau (The Other Lamb) de Małgorzata Szumowska : Shepherd
- 2019 : State Like Sleep de Meredith Danluck : Stefan Delvoe
- 2021 : Kate de Cédric Nicolas-Troyan : Stephen
- 2021 : Un garçon nommé Noël (A Boy Called Christmas) de Gil Kenan : Joel
- 2023 : Rebel Moon - Partie 1 : Enfant du feu (Rebel Moon: Part One – A Child of Fire) de Zack Snyder : Gunnar
- 2024 : Rebel Moon - Partie 2 : L'Entailleuse (Rebel Moon: Part Two – The Scargiver) de Zack Snyder : Gunnar

### Télévision

#### Séries télévisées
- 1990 : Goede tijden, slechte tijden : Rover
- 1995 : Voor hete vuren
- 1998 : Kees & Co. : Loopjongen
- 1999 - 2002 : Spangen : Pelle
- 2001 : Costa ! : Bart
- 2001 : Dok 12 : Frederik van Kemenade
- 2005 : Secrets d'héritage (Meiden van de Wit) : Boudewijn Peuts
- 2006 : Inspecteurs associés (Dalziel and Pascoe) : Un voyageur
- 2007 - 2010 : De Co-Assistent : Hugo Biesterveld
- 2010 : Bloedverwanten : Martijn Zwager
- 2010 - 2013 : Treme : Sonny
- 2012 - 2014 : Nashville : Liam McGuinnis
- 2014 - 2015 : Orphan Black : Cal Morrison
- 2014 - 2016 : Game of Thrones : Daario Naharis
- 2016 : Harley and the Davidsons : Walter Davidson
- 2018 : The Haunting of Hill House : Steven Crain
- 2020 : The Flight Attendant : Alexander "Alex" Sokolov
- 2021 : Angela Black : Olivier Meyer
- 2023 : Echo 3 : Sergent Prince Haas

#### Téléfilms
- 1999 : Suzy Q de Martin Koolhoven : Palmer
- 2001 : Uitgesloten de Mijke de Jong : Coen
- 2009 : Margot d'Otto Bathurst : Rudolf Nureyev
- 2013 : The Sixth Gun de Jeffrey Reiner : Drake Sinclair

## Voix françaises
En France
| - Marc Arnaud dans : - The Flight Attendant (série télévisée) - Un garçon nommé Noël - Rebel Moon - Partie 1 : Enfant du feu - Rebel Moon - Partie 2 : L'Entailleuse - Patrick Mancini dans : - World War Z - Adaline - Mon âme sœur - Axel Kiener dans : - Treme (série télévisée) - Game of Thrones (série télévisée) - Le Cercle littéraire de Guernesey - David Van de Woestyne dans : - Black Book - Wild | Et aussi - Tristan Petitgirard dans Victoria : Les Jeunes Années d'une reine - Eilias Changuel dans The Invitation - Karim Barras (Belgique) dans Orphan Black (série télévisée) - Sébastien Hébrant (Belgique) dans Nashville (série télévisée) - Michelangelo Marchese (Belgique) dans 2:22 - Pierre Lognay (Belgique) dans The Haunting (série télévisée) - Anatole de Bodinat dans Opération Brothers - Stéphane Fourreau dans Kate - Jean-Pierre Michaël dans Echo 3 (série télévisée) |